# AEG C.I
Le biplace de reconnaissance AEG C.I était essentiellement un AEG B.II armé d’une mitrailleuse Parabellum au poste arrière. Apparu en mars 1915, il fut produit en petite série, la désignation constructeur étant K.29.